# Chiara Muti
Chiara Muti (Firenze, 26 febbraio 1973) è un'attrice cinematografica e attrice teatrale italiana.
È figlia del direttore d'orchestra Riccardo Muti.

## Biografia
Dopo aver frequentato la scuola di recitazione del Piccolo Teatro di Milano diretta da Giorgio Strehler, nel 1995 è già co-protagonista ne La Madre Confidente di Marivaux, accanto a Valeria Moriconi, regia di Franco Però.
Nella sua carriera teatrale, fatta di scelte ricercate e attente, è diretta da Andrea Novikov, Carlos Martin, Enrico D'Amato, Micha van Hoecke, Gigi Dall'Aglio, Luciano Alberti, Marco Bernardi, Maurizio Scaparro, Roberto De Simone e Federico Tiezzi.
Nel 1998 è in Macbeth di Shakespeare nel ruolo di co-protagonista (Lady Macbeth) accanto a Raoul Bova.
Giancarlo Menotti la sceglie come voce recitante per lo spettacolo di chiusura del Festival dei Due Mondi del 2000 (Giovanna D'Arco al rogo di Arthur Honeger).
Tra le sue interpretazioni più significative, Ofelia in Amleto di Shakespeare, Angelique in La Madre Confidente di Marivaux, Giulia in Lilliom di Ferenc Molnar, Ifigenia in Erinni di Uberto Paolo Quintavalle, La figliastra in Sei personaggi in cerca d'autore di Luigi Pirandello (accanto a Carlo Giuffré), Cassandra in Agamennone di Eschilo (accanto a Irene Papas) e Antigone in Antigone di Sofocle di Bertold Brecht.
Tra i riconoscimenti ricevuti: Premio Anna Magnani come migliore attrice giovane (1996), Premio Eleonora Duse della critica teatrale italiana (1997), Grolla d'Oro come miglior attrice per il film Rosa e Cornelia (1999).
Nel 2009 nel teatro di Lerici, Chiara Muti recita il monologo Viva la vida !, scritto da Pino Cacucci sulla vita di Frida Kahlo.
Nel 2010 è l'interprete principale in Marie Galante al Teatro Nazionale di Roma per la regia di Joseph Rochlitz e in "Natura viva" di Marco Betta.

### Vita privata
Nel 2008 sposa David Fray (pianista francese).

## Filmografia
- La casa bruciata, regia Massimo Spano (1998)
- Onorevoli detenuti, regia Giancarlo Planta (1998)
- La bomba, regia Giulio Base (1999)
- Il guardiano, regia Egidio Eronico (1999)
- La via degli angeli, regia Pupi Avati (1999)
- Rosa e Cornelia, regia Giorgio Treves (2000)
- Il partigiano Johnny, regia Guido Chiesa (2000)
- Come se fosse amore, regia Roberto Burchielli (2002)
- Musikanten, regia Franco Battiato (2006)
- Goodbye Mr. Zeus!, regia Carlo Sarti[5] (2009)

### Doppiaggio
- Natasha Wightman in  V per Vendetta

## Televisione
- La strana coppia (2007) con Luca e Paolo
- L'avvocato Guerrieri, regia di Alberto Sironi (2008)

## Prosa radiofonica Rai
- I tre moschettieri di Alessandro Dumas padre, regia di Marco Parodi, 30 puntate, trasmessa dal 2 febbraio al 27 febbraio 2004 su Rai Radio 2

## Regista teatrale
- 2007: "Il Regno di Rucken" (Teatro Comunale di Salerno)
- 2007: "Il Sogno di Ludwig" per il Ravello Festival
- 2012: "Sancta Susanna" (opera lirica)
- 2018: "Le nozze di Figaro" (Teatro Massimo di Palermo)
- 2018: "Così fan tutte" di Mozart, diretto da suo padre, Riccardo Muti (Teatro San Carlo di Napoli)[6]
- 2022: "Don Giovanni" di Mozart, diretto da suo padre, Riccardo Muti (Teatro Regio di Torino)

## Riconoscimenti
- 1996: Premio Anna Magnani come migliore attrice giovane[7]
- 1997: Premio Eleonora Duse della critica teatrale italiana[8]
- 1999: Grolla d'Oro come miglior attrice per il film Rosa e Cornelia[9]